# Kalmik-Abdràixevo
Kalmik-Abdràixevo (en rus: Калмык-Абдрашево) és un poble de l'óblast de Kurgan, a Rússia, que en el cens del 2010 tenia 254 habitants. Pertany al districte de Safakúlevo.